# Ranger 2

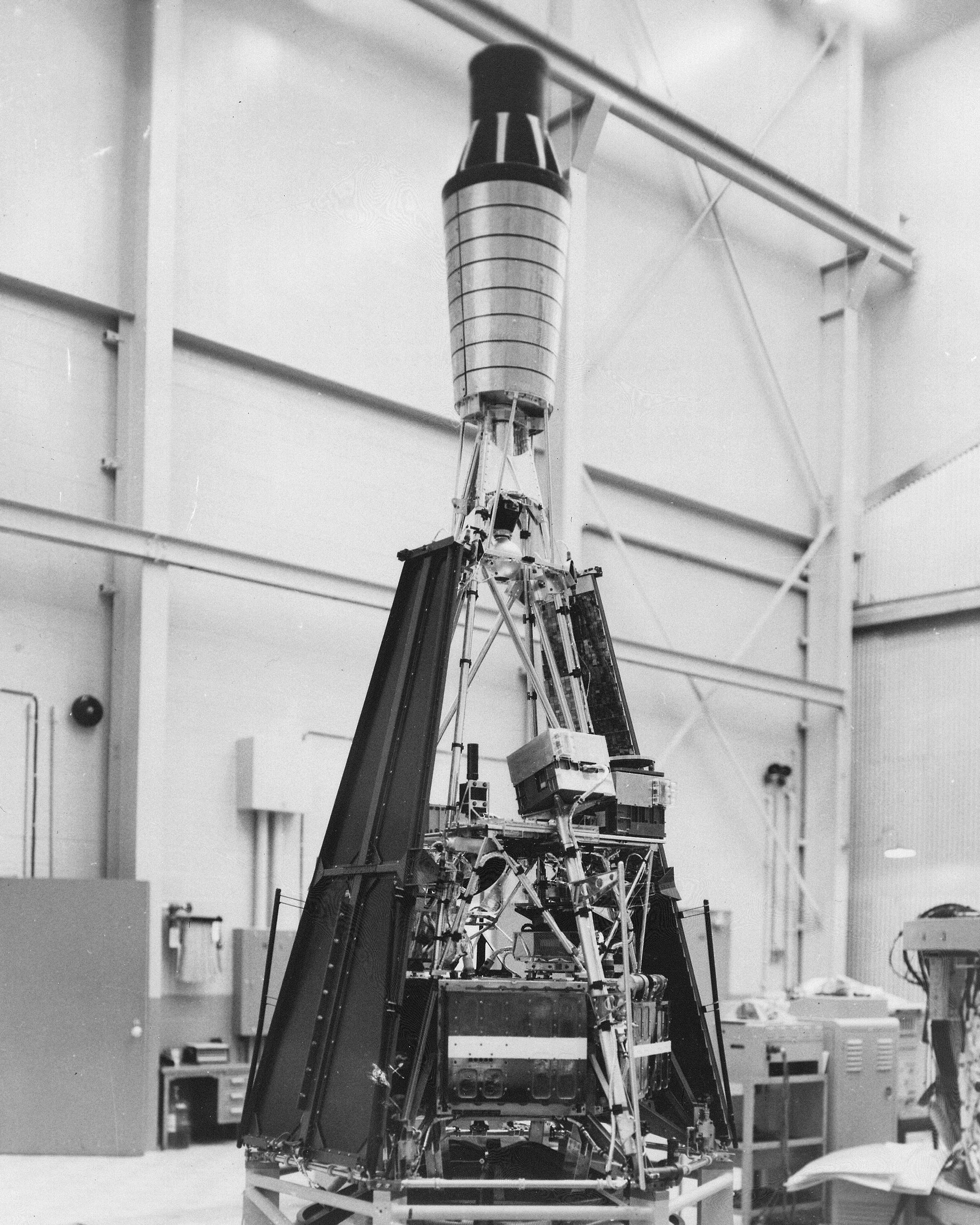
A sonda Ranger 2.

A Ranger 2, foi a segunda sonda do Programa Ranger. Lançada em 18 de novembro de 1961, seu objetivo era:
testar todos os sistemas para as missões seguintes.
Devido a problemas no sistema de controle, a sonda foi colocada numa órbita baixa e reentrou na atmosfera em 20 de novembro de 1961